# Reserva natural Península de Chiltepe
La reserva natural Península de Chiltepe es un área protegida de importancia para la vida silvestre que comprende los llamados "Cerros Cuapes" de la península de Chiltepe sobre la curva de nivel de los 200 metros y las lagunas de Apoyeque y Xiloá (Jilóa).
Es la única área de conservación de mayor extensión que tiene la ciudad de Managua y por su cercanía es una alternativa recreativa, ecoturística y educativa para la población.
La península de Chiltepe con su forma redondeada se levanta en la costa sur del lago Xolotlán, a unos 15 kilómetros al noroeste de la ciudad capital. 
En el centro de la península se levantan los "Cerros Cuapes" de Chiltepe (518 m s. n. m.) restos de un viejo y erosionado cono volcánico en cuyo centro se abre la caldera de Apoyeque, de unos 400 metros de profundidad y 2 kilómetros de diámetro, en cuyo fondo se aloja una laguna del mismo nombre.
Contiguo a esta caldera, junto a la base sur de los Cerros Cuapes de Chiltepe, se abre otra laguna volcánica, Xiloá, de aguas salobres y ligeramente más extensa que la anterior pero sin aparente conexión con esta. 
En el extremo oriental de la península se levanta a orillas del lago el cerrito de Chiltepe, antiguo cono adventicio de apenas 188 metros de altura sobre el nivel del lago de Managua.

## Geomorfología
Los Cerros Cuapes de Chiltepe son el relicto de un volcán en escudo cuya última explosión ocurrió hace unos 4,000 años, dejando abierta la caldera de Apoyeque.
La laguna de Xiloá, por el contrario, parece haberse formado por la explosión del magma en contacto con agua infiltrada en el área, dando origen a un mar o cráter freatomagmático.
Los Cerros Cuapes son de perfil ondulado debido a la rápida erosión de los materiales arenosos que los recubren, especialmente los mantos de pómez que recubren su flanco occidental, 
dirección hacia la cual se proyectaron los materiales durante la última explosión. 
Una débil actividad hidrotermal se observa junto a la orilla norte de Xiloá. Más evidente es el contrastado color verdoso de las aguas de la laguna de Apoyeque que parece afectada por emisiones del mismo tipo que escapan de su fondo. 

## Ámbito Geodinámico

### Condiciones geológicas
La península de Chiltepe se encuentra sobre la misma fractura geológica de la cadena volcánica de Nicaragua, si bien no se espera ninguna pronta reactivación del Apoyeque en el futuro inmediato. Los sismos, sin embargo, son tan frecuentes en la península como en Managua, ya que sus estructuras volcánicas están alineadas con la falla Ticomo - Nejapa - Asososca que se extiende hacia el sur. 
Un enjambre de sismos fueron detectados en el lago de Managua, a la orilla de la península, durante el terremoto del 23 de diciembre de 1972.

### Condiciones edafológicas
Los suelos de Chiltepe son de tipo franco arenoso, de muy buena fertilidad, pero fácilmente erosionables, situación que ha quedado evidenciada por la reciente formación de cárcavas en las laderas y bases de los Cerros Cuapes, a consecuencia de la remoción de la antigua cobertura boscosa que antes los protegía. Por la misma razón, los suelos son porosos y por tanto muy permeables a la infiltración del agua, tanto que en un sector de la península son irrigados extrayendo agua subterránea. En las partes planas el manto freático de la península está a escasa profundidad por tener como nivel básico al lago de Managua que la rodea por tres de sus rumbos.

### Condiciones climáticas
La precipitación pluvial anual durante la estación lluviosa promedia entre los 1,000 y 1,200 mm³. No obstante la inmediata presencia del lago, la condensación de la humedad en la cumbre de los Cerros Cuapes es muy reducida, salvo durante lo más copioso del invierno.
La temperatura anual alrededor de la península es de unos 28 grados Celsius y disminuye aproximadamente en un grado por cada 150 metros de altura,

## Aspectos ecológicos

### Zonas Climáticas
En el área se determinó la existencia de dos zonas climáticas: a) Tropical Seca y b) Subtropical Seca.

### Vegetación
La vegetación dominante corresponde a la de un bosque latifoliado caducifolio bajo y abierto propio de clima seco que se concentra en las partes más altas de la península. En general la vegetación ha sido fuertemente afectada por décadas, principalmente para satisfacer la demanda de leña que sectores más pobres de la cabecera municipal de Ciudad Sandino situada a unos ocho kilómetros. Otra de las razones es la frecuencia de incendios forestales en la época seca. 
La península de Chiltepe hasta hace poco era famosa por la abundancia del guayacán. A la fecha solo se ven árboles esporádicos de forma natural, en los patios de algunas casas de la comarca "Los Castros" y en el Centro Turístico de Xiloá.
Alrededor de la laguna de Apoyeque se encuentra una vegetación en buen estado de conservación, probablemente por su difícil acceso, por el contrario los bordes de la laguna de xiloá se encuentran deforestadados.
En el sector noreste se presenta una vegetación de características xerofítica conformada por cardones. En las partes planas la vegetación natural ha sido eliminada para dar paso a la siembra de pastos para la ganadería.

### Fauna
Hace más de tres décadas en esta zona existían: coyotes, venados, mapaches, conejos y otros mamíferos menores; además de muchas iguanas y garrobos, los cuales han ido desapareciendo por la presión de cacería y captura. 
Existe también una rica ornitofauna acuática en las costas de Chiltepe, especialmente en la pequeña ensenada de Naguayopa, frente a Mateare, que todavía puede observarse con sus piches, patos, garzas y corvejones, razón por la cual debería incorporarse al resto de la Reserva.
La presencia de algunas aves ictéridas asociadas con el agua es notable, figurando entre ellas los sargentillos (Agelaius), bandadas de tordos (Tangavius y Molothrus), clarineros y el zanatillo. Esta última especie es endémica de las costas de ambos lagos de Nicaragua.
Las lagunas Apoyeque y Xiloá son también importantes por alojar peces de agua dulce. Jaime Villa identificó en Xiloá dos especies de guapotes, dos de mojarras, la guavina, sardina, picaculo, pepesca, un chulín (Rhamdia spp.) y hasta la anguila (Synbranchus marmoratus). 
Hay también en esta laguna una tortuga (Pseudemys scripta) y una especie de cangrejo (Potamocarcinus). La escasa fauna acuática vertebrada de esta laguna se debe a su origen geológico reciente.
No se tienen mayores datos sobre la fauna ictiológica en las aguas de la vecina laguna de Apoyeque, las cuales se encuentran afectadas por emanaciones hidrotermales.

## Potencial del área

### Biodiversidad
En el área ha sido determinadas por diferentes estudios y observaciones de campo un total de 50 especies identificadas de las cuales el 74% son de flora y 26% pertenecen a la fauna.

### Hábitats
Los diferentes tipos de hábitat importantes para la conservación encontradps en el área protegida son: bosque trópical seco, bosque subtrópical seco y lagunas cratéricas.

## Paisajes
La península de Chiltepe ofrece interesantes paisajes, tanto por sus lagunas como por la vista que se observa desde los Cerros Cuapes, donde se divisa por un lado la ciudad de Managua y los volcanes Masaya y Mombacho en lontananza hacia el este, y en sentido contrario el resto del lago de Managua con la isla de Momotombito y el volcán Momotombo en el otro extremo. A pesar de tan excelentes miradores no existen senderos que conduzcan hasta la cumbre de los Cerros Cuapes, 
salvo uno que llega hasta el borde occidental de la caldera de Apoyeque, cuyas paredes interiones son un reto para el explorador que intente bajarlas para alcanzar el borde de la laguna.
La laguna de Xiloá muy accesible al turismo, adecuada para veleros y otras actividades recreativas no contaminantes, como la vela y el buceo. Tiene a la costa del lago de Managua muy próxima, de modo que se puede habilitar un transporte lacustre con fines recreativos entre el malecón de Managua y Chiltepe.
Es la única área protegida de relevancia vecina a Managua con la excepción de las lagunas cratéricas de Asososca, Tiscapa y Nejapa.

## Servicios ambientales

### Producción de agua
Es un área de recarga de los acuíferos de la región. Mantiene dos cuerpos de agua superficial, uno de ellos utilizado con fines turísticos.

### Turismo y Recreación
Xilóa se presta para la natación, competencias de navegación a remo y vela; el buceo; así como la contemplación de paisajes desde puntos dominantes y caminatas. 

### Investigación Científica
Ofrece la posibilidad de realizar investigación científica, tanto geológicas como ictiológicas.

### Educación Ambiental
La posibilidad de ejecutar programas de educación ambiental para sensibilizar y alentar la conciencia de las poblaciones aledañas que tanto han contribuido a la destrucción de los hábitats y a la explotación de los recursos del área, además de los visitantes que concurren a la laguna.

### Patrimonio Cultural
Hasta la fecha no existen relaciones de importancia con el área protegida.